# Eutanyacra succincta
Eutanyacra succincta är en stekelart som först beskrevs av Brulle 1846.  Eutanyacra succincta ingår i släktet Eutanyacra och familjen brokparasitsteklar. Inga underarter finns listade i Catalogue of Life.